# Løkken-Vrå Kommune
Løkken-Vrå Kommune i Nordjyllands Amt blev dannet ved kommunalreformen i 1970. Ved strukturreformen i 2007 blev den indlemmet i Hjørring Kommune sammen med Sindal Kommune og Hirtshals Kommune.

## Vrå kommune
Allerede inden selve kommunalreformen dannede 3 sognekommuner frivilligt en storkommune omkring Vrå:
| Kommune            | Folketal september 1965 | Byer                         |
| ------------------ | ----------------------- | ---------------------------- |
| Harritslev-Rakkeby | 924                     | Sønder Harritslev og Rakkeby |
| Vejby-Sejlstrup    | 635                     | Vejby og Smidstrup           |
| Vrå-Em             | 2.955                   | Vrå og Em                    |
| I alt              | 4.514                   |                              |

## Løkken-Vrå Kommune
Ved selve kommunalreformen blev yderligere 2 sognekommuner ved Løkken lagt sammen med Vrå Kommune:
| Kommune         | Folketal 1. januar 1970 | Byer     |
| --------------- | ----------------------- | -------- |
| Vrå             | 4.388                   |          |
| Børglum-Furreby | 2.583                   | Løkken   |
| Jelstrup-Lyngby | 879                     | Hundelev |
| I alt           | 8.465                   |          |

Hertil kom at Vrensted-Tise sognekommune med 2.173 indbyggere blev delt, så Vrensted Sogn med byen Vrensted kom til Løkken-Vrå Kommune, mens Tise Sogn med byen Tise kom til Brønderslev Kommune. Rubjerg-Mårup sognekommune med 876 indbyggere blev delt, så Rubjerg Sogn med byen Sønder Rubjerg kom til Løkken-Vrå Kommune, mens Mårup Sogn med byen Lønstrup kom til Hjørring Kommune (1970-2006).

## Sogne
Løkken-Vrå Kommune bestod af følgende sogne:
- Børglum Sogn (Børglum Herred)
- Em Sogn (Børglum Herred)
- Harritslev Sogn (Vennebjerg Herred)
- Jelstrup Sogn (Vennebjerg Herred)
- Lyngby Sogn (Børglum Herred)
- Løkken-Furreby Sogn (Børglum Herred)
- Rakkeby Sogn (Børglum Herred)
- Rubjerg Sogn (Vennebjerg Herred)
- Sejlstrup Sogn (Børglum Herred)
- Vejby Sogn (Børglum Herred)
- Vrensted Sogn (Børglum Herred)
- Vrå Sogn (Børglum Herred)

## Borgmestre[3]
| Navn               | Parti      | Periode   |
| ------------------ | ---------- | --------- |
| Valdemar Langthjem | Lokalliste | 1970-1975 |
| Jens Baggesen      | Lokalliste | 1975-1986 |
| Søren Jensen       | Lokalliste | 1986-1987 |
| Birte Andersen     | Venstre    | 1986-1994 |
| Knud Rødbro        | Lokalliste | 1994-2006 |

## Rådhus
Løkken-Vrå Kommunes rådhus lå på Sønder Vråvej 5 i Vrå. Efter at Hjørring Kommunes administration var samlet i Hjørring, var det i 2011 planen at indrette bibliotek og samle byens børnehaver i det tomme rådhus. Der var afsat 17 mio. DKK til den fornødne renovering. Men i dag holder Socialtilsyn Nord til i bygningen.

## Geografi
Kommunen havde to hovedbyer: Løkken er et gammelt fiskerleje og i dag en travl turistby. Vrå er en gammel stationsby. Midt i kommunen lå det middelalderlige Børglum Kloster.